# Султановы
Султановы (тат. Солтановлар) — татарский дворянский род из деревни Мастеево Булярской волости Казанской дороги (ныне Актанышского района Республики Татарстан).
Род Султановых в конце XVIII — начала XIX веков включён в дворянскую родословную книгу Оренбургской губернии.
В метрических записях 70-90-х годов XIX века Султановы причислялись к разным сословиям и категориям, таких как, обер-офицерский чин, дворянин, сотник, есаул, поручик, урядник и башкирцы.

## Общая характеристика
Родоначальником дворянского рода Султановых является Тухватулла Султанов (1750—?). Принимал участие в Польском походе 1771—1773 гг. Являлся юртовым старшиной, в 1791 году был возведён в поручики. С 1798 года Габдулзелил Султанов становится кантонным начальником XI Башкирского кантона. Его родословная выглядит таким образом: Туксаба — Шахвали — Тевкел — Тенребирде — Юлбирде — Акюл — Котлыш — Кузей — Тотар — Чупан — Мамет — Султан — Тухватулла.
Из сыновей Тухватуллы Султанова наиболее известны:
- Баязит Султанов (1774—1823) — майор (1817). Являлся юртовым старшиной. Служил помощником начальника, а после начальником XI Башкирского кантона. С 1804 года был в звании поручика, а с 1817 года — капитана. В имущество Баязита Султанова включалось 5 мельниц, 3 поташных завода в Мензелинском уезде Оренбургской губернии. Награждён золотой медалью на Владимирской ленте. Было двое жён — «башкирская дочь Хамида Биктемирова» и «обер-офицерская дочь Фархазиган Ардаширова»;
- Габдулнасыр Султанов (1779—?) — юртовой старшина;
- Абдрахим Султанов (1781—?) — юртовой старшина;
- Абдулвахит Султанов (1782—?) — помощник юртового старшины;
- Габдулхалик Султанов (1783—?) — походный сотник;
- Мухаметрахим Султанов (1784—1841) — войсковой старшина (1839). В 1809 году служил в звании зауряда-сотника, а в 1812 году — чиновником 14 класса. В 1811 году являлся помощником начальника, с 1824 года — начальником XI Башкирского кантона. В 1829 году — сотник, в 1835 году — есаул. Мухаметрахиму Султанову принадлежали 150 десятин земельных наделов, 4 поташных завода в Белебеевском уезде, 12 помещичьих крестьян в деревне Мастеево, 2 мельницы в Мензелинском уезде Оренбургской губернии. Был женат на дочери башкирского кантонного начальника XII кантона Курменкея Нагайбакова — Хабибземал Курменкеевой. В 1827 году «За усердную службу» награждён золотой медалью на Аннинской ленте, в 1831 году — бриллиантовым перстнем, а в 1837 году — орденом Святого Станислава IV степени;
- Габдулсаттар Султанов (1793—1852) — походный есаул;
- Габдулгафар Султанов (1794—?) — походный сотник.

Из сыновей Баязита Султанова наиболее известны:
- Шагиахмет Султанов (1808—1852) — зауряд-хорунжий. С 1846 года служил помощником начальника XI Башкирского кантона. Шагиахмету Султанову принадлежала мельница по реке Урьядытамак в Мензелинском уезде Оренбургской губернии. Был женат на штаб-офицерской дочери Сагадане Абдряшитовой;
- Мухаметшариф Султанов (1810—1874) — сотник. Мухаметшариф Султанов в 1847 году был назначен начальником XI Башкирского кантона, а в 1861 году — XVIII Башкирского кантона;
- Шагимурат Султанов (1816—?) — есаул. С 1847 года являлся управляющим юрта, с 1852 года работал помощником начальника XII Башкирского кантона, а с 1856 года — начальником XIX Башкирского кантона. Шагимурату Султанову принадлежала мельница в Мензелинском уезде Оренбургской губернии. Был награждён бронзовой медалью «В память Восточной войны 1853—1856 гг.». Был женат на Бибилатифе Мухаметгареевой.

Сын Габдулнасыра Султанова — Шангарей Султанов служил в Башкирском войске. В 1836 году находился в составе 9-го башкирского полка на границе в Бессарабии.
Из сыновей Абдрахима Султанова наиболее известен Мухамедсадык Султанов. Служил в Башкирском войске в звании майора. В 1861 году Мухамедсадык Султанов был назначен начальником XXIII Башкирского кантона, а позднее мировым судьёй 6-го участка Шадринского уезда. В 1877 году был внесён в родословную потомственных дворян.
Сыновья Мухаметрахима Султанова:
- Шайхильислам Султанов (1817—?), сотник. В 1842—1847 гг. являлся управляющим и начальником XI Башкирского кантона. В 1847 году в звании сотника уволен из-за болезни. Был женат на Сарвизиган Абдулсалямовой — дочери муфтия Г. Сулейманова, дочери — Бибинафисбану и Бибихуснизиган, сыновья: Шайхизаман и Шайхильислам. Шайхильисламу Султанову принадлежали 650 десятин земельных наделов, 12 помещичьих крестьян в деревне Мастеево и 60 покупных крестьян в Уфимском уезде. В 1838 году на маневре при селе Бородино «удостоился получить от государя в подарок золотые часы»[2];
- Шагимардан Султанов — хорунжий. Проходил службу в XI Башкирском кантоне. Вместе с братом Шайхильисламом владели 1000 десятинами земель в Мензелинском уезде, 150 десятинами земель и поташным заводом в Белебеевском уезде. Был женат на ахунской дочери Гайниземал Шамсутдиновой.

Из сыновей Мухаметшарифа Султанова были наиболее известны:
- Арслангарей Султанов (1833—?) — сотник (1856). Окончил Оренбургский Неплюевский кадетский корпус. В 1851—1853 гг. Арслангарей Султанов являлся помощником начальника XII Башкирского кантона, а с 1856 года — начальником XX Башкирского кантона;
- Мухамедьяр Султанов (1837—1915) — исламский религиозный деятель, муфтий Оренбургского магометанского духовного собрания.

Из сыновей Мухамедьяра Султанова наиболее известны:
- Арслангали Султанов (1862—1908) — штабс-ротмистр. Окончил Оренбургский Неплюевский кадетский корпус, а 1894 году — 2-е Константиновское военное училище в Санкт-Петербурге. Арслангали Султанов являлся гласным Уфимской городской думы, присяжным поверенным Уфимского окружного суда. С 1905 года избран предводителем Стерлитамакского уездного дворянства. Совместно с супругой М. Т. Султановой занимался благотворительной деятельностью, стал одним из учредителей Уфимского попечительского комитета о бедных мусульманах. Получил звание Почётного мирового судьи;
- Искандербек Султанов (1872—1920) — деятель Башкирского национального движения, член Кесе Курултая — предпарламента Башкурдистана.

К дворянскому роду Султановых (родословная Габдельзялил — Мухаметрахим — Шайхильислам — Шайхильислам — Мухаметмансур) также принадлежит Мансур (Мухаметмансур) Султанов (1875—1919) — первый профессиональный музыкант из башкир, председатель благотворительного фонда. Окончил Московскую консерваторию.